# رمضان ليس جزيرة نيلسون (كتاب)
’’’رمضان ليس جزيرة نيلسون: أفكار ورؤى منهجية لرمضان مختلف، وإنسان التقوى هدف’’’ كتاب من تأليف الكاتب أحمد خليل خير الله صدر عن دار المعالي بالاسكندرية في مصر عام 2014م. يتناول الكتاب صيام شهر رمضان من منظور تفكري تعبدي والمواقف المرتبطة بالصيام والمترتبة عليه.